# Estação Saldanha
Saldanha é uma estação dupla do Metropolitano de Lisboa, onde se interligam as linhas Amarela e Vermelha. Situa-se no concelho de Lisboa, em Portugal, entre as estações Campo Pequeno e Picoas, na Linha Amarela, e São Sebastião e Alameda, na Linha Vermelha.

## Descrição
A estação da Linha Amarela está localizada na Av. da República, entre o cruzamento com a Av. Duque de Ávila e a Praça Duque de Saldanha, enquanto que a da Linha Vermelha se situa na Av. Duque de Ávila, entre os cruzamentos com a Av. da República e com a Av. Defensores de Chaves. A estação serve a área sul das Avenidas Novas. À semelhança das mais recentes estações do Metropolitano de Lisboa, está equipada para poder servir passageiros com deficiências motoras, contando com vários elevadores e escadas rolantes que facilitam o acesso às plataformas.

### Estação da Linha Amarela
É uma das onze estações pertencentes à rede original do Metropolitano de Lisboa, inaugurada a 29 de dezembro de 1959. O projeto arquitetónico original é da autoria do arquiteto Falcão e Cunha e as intervenções plásticas da pintora Maria Keil.

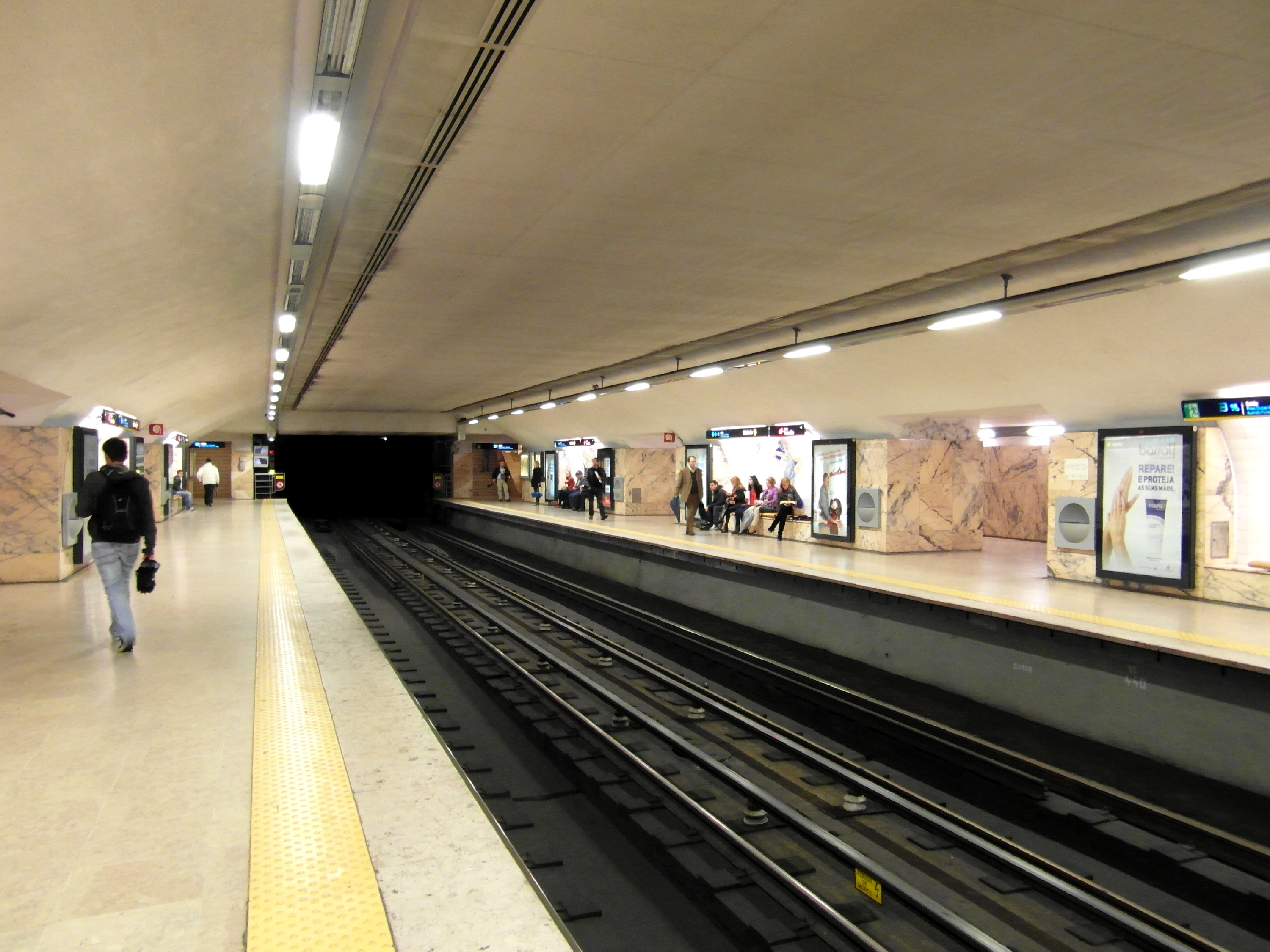
Aspeto das plataformas da Linha Amarela.
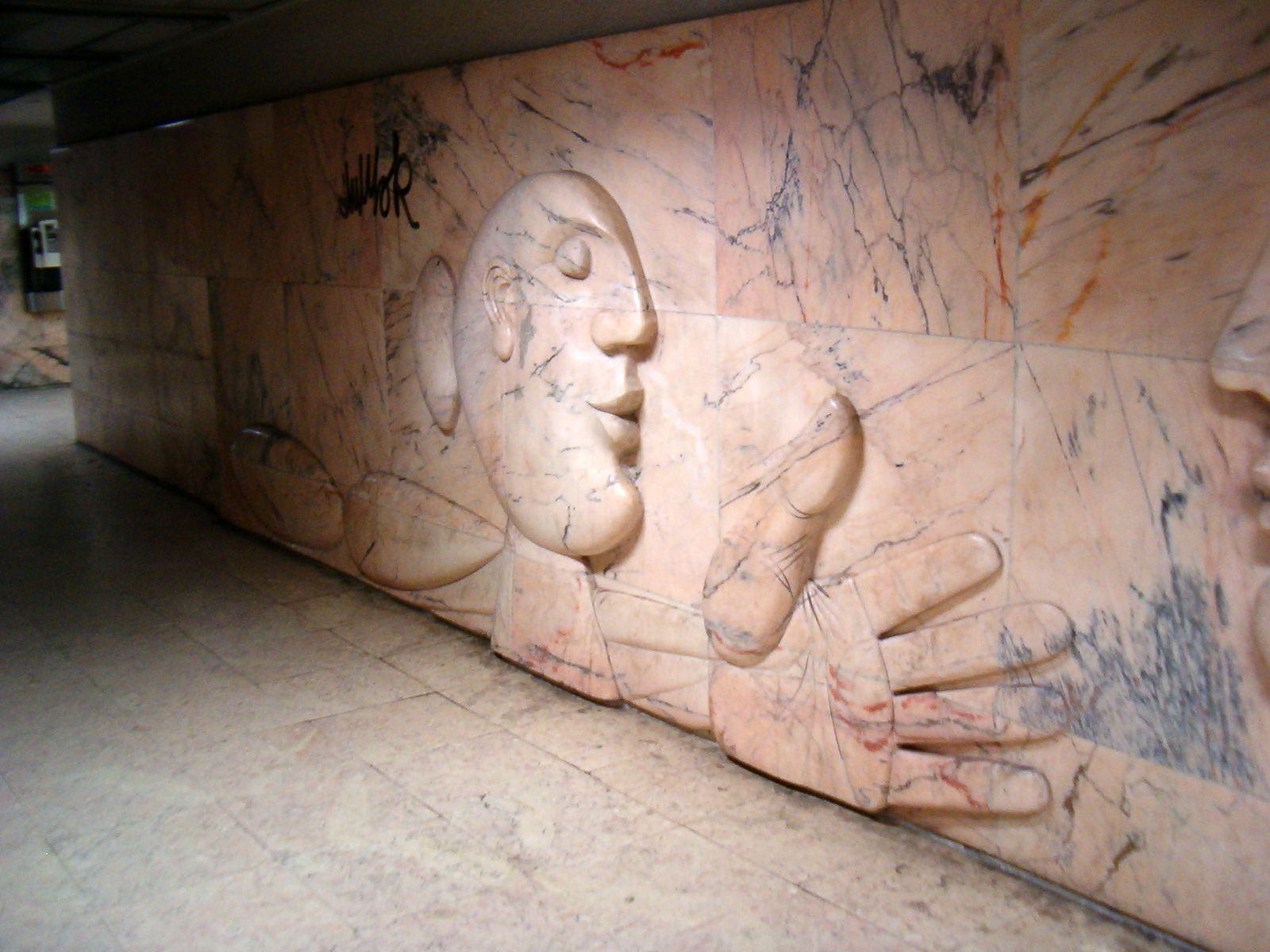
Alto-relevo na estação da Linha Amarela.

### Estação da Linha Vermelha
Foi inaugurada a 29 de agosto de 2009 em conjunto com a estação São Sebastião II, no âmbito da expansão da Linha Vermelha para poente, ligando-se às linhas Azul e Verde. O projeto arquitetónico é da autoria do arquiteto Germano Venade, e as intervenções plásticas do arquiteto José Almada Negreiros.

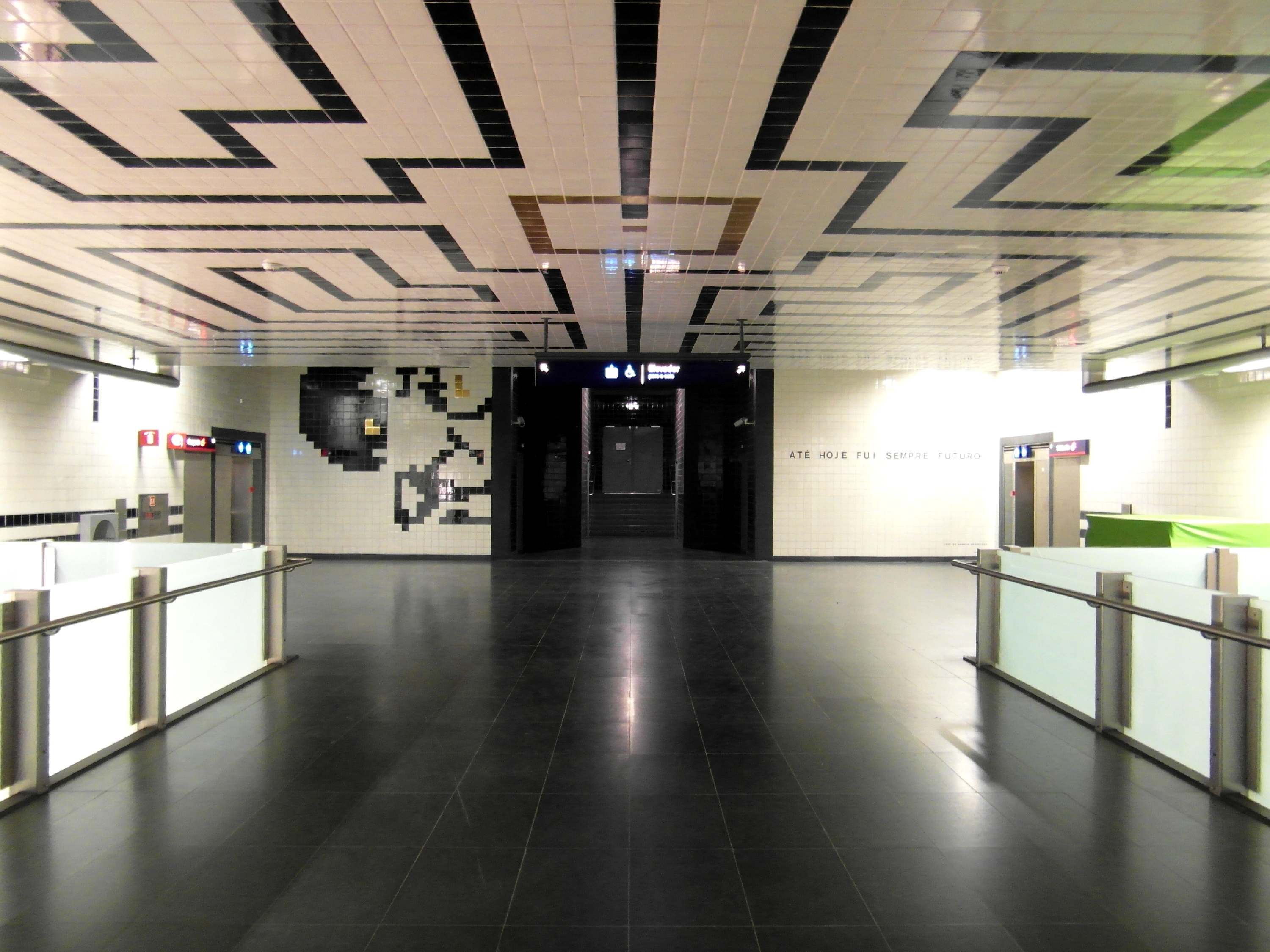
Átrio da estação da Linha Vermelha.
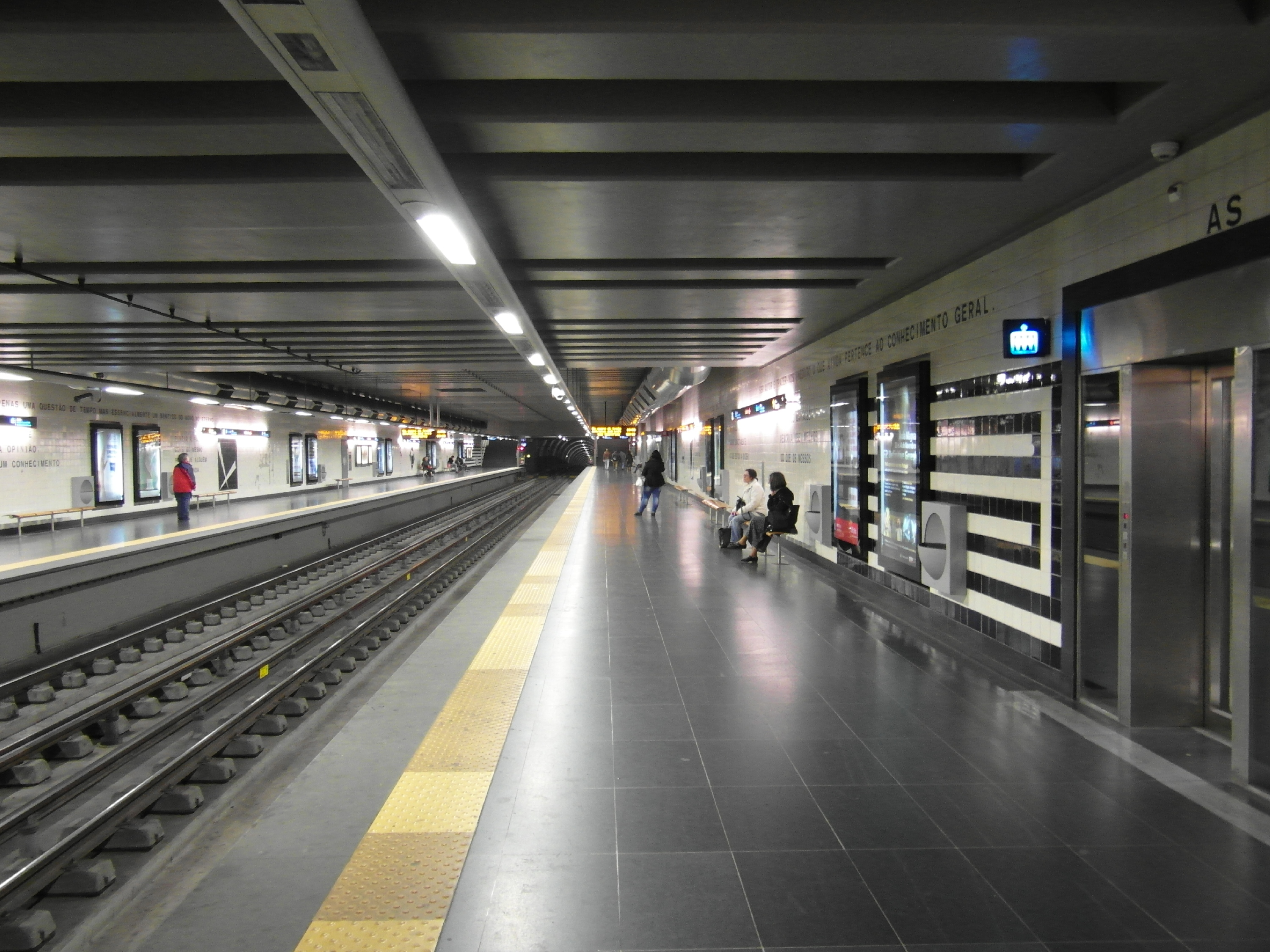
Aspeto das plataformas da Linha Vermelha.

## Intervenções

### Ampliação
A 14 de março de 1977 foi concluída a ampliação da estação da Linha Amarela com base num projeto arquitetónico da autoria dos arquitetos Falcão e Cunha e Sanchez Jorge e as intervenções plásticas da pintora Maria Keil. A ampliação da estação da Linha Amarela implicou o prolongamento das plataformas e e a construção do átrio norte.

### Remodelações
A 28 de dezembro de 1996 foi concluída a remodelação do átrio norte da estação com base num projeto arquitetónico da autoria do arquiteto Paulo Brito da Silva e as intervenções plásticas do escultor Jorge Vieira e do artista plástico Luís Filipe de Abreu.
A 17 de maio de 1997 foi concluída a remodelação do átrio sul da estação, igualmente com base num projeto arquitetónico da autoria do arquiteto Paulo Brito da Silva e as intervenções plásticas do escultor Jorge Vieira e do artista plástico Luís Filipe de Abreu.

A 29 de agosto de 2009 foi concluída uma profunda remodelação do átrio norte da estação com base num projeto arquitetónico da autoria dos arquitetos Paulo Brito da Silva e Sofia Carrilho, e as intervenções plásticas do escultor Jorge Vieira e do artista plástico Luís Filipe de Abreu. A remodelação integrou-se nas obras de expansão da Linha Vermelha, que implicou a construção de uma galeria de ligação à nova estação Linha Vermelha.

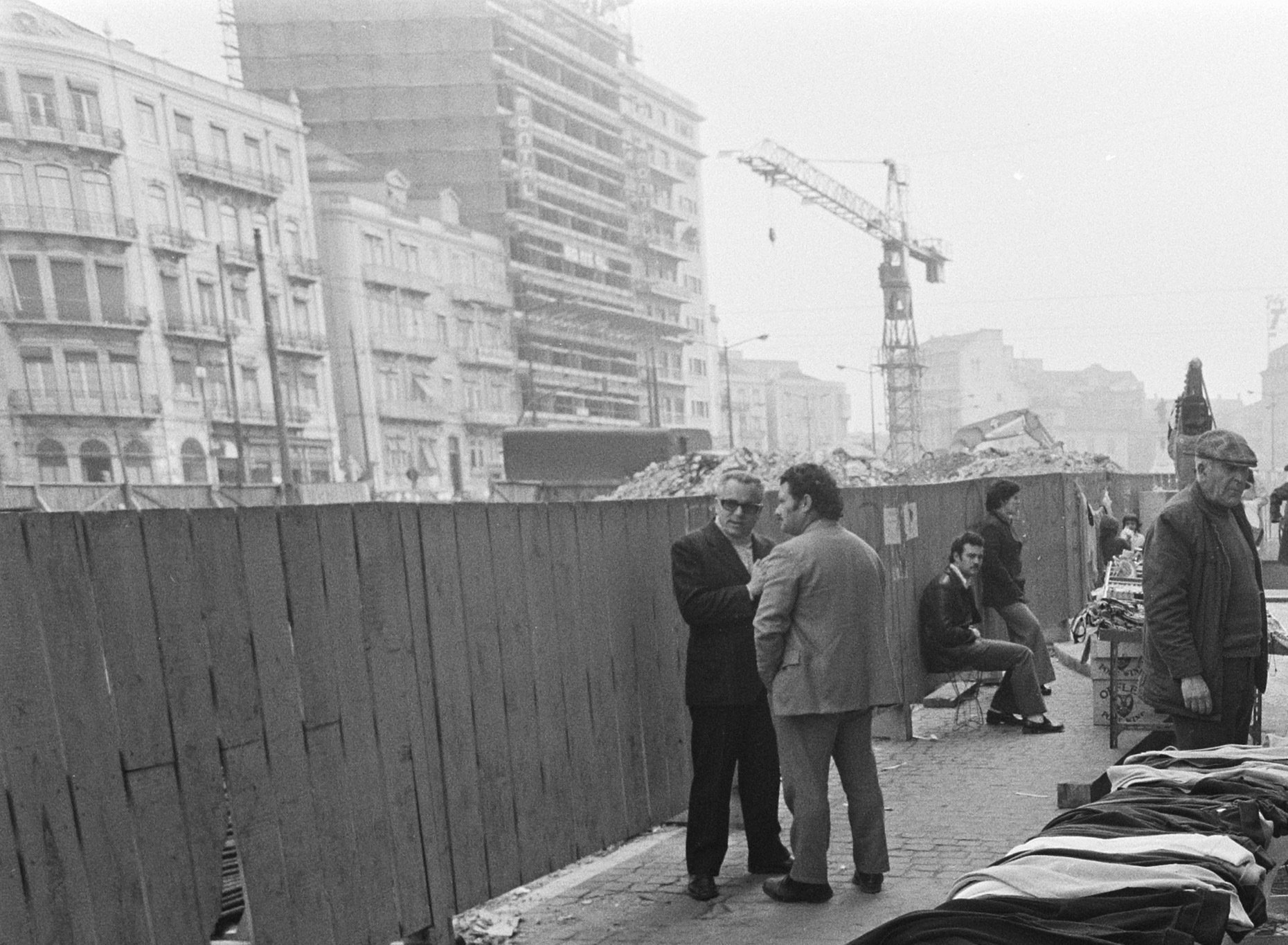
Obras de remodelação à superfície, em 1975.
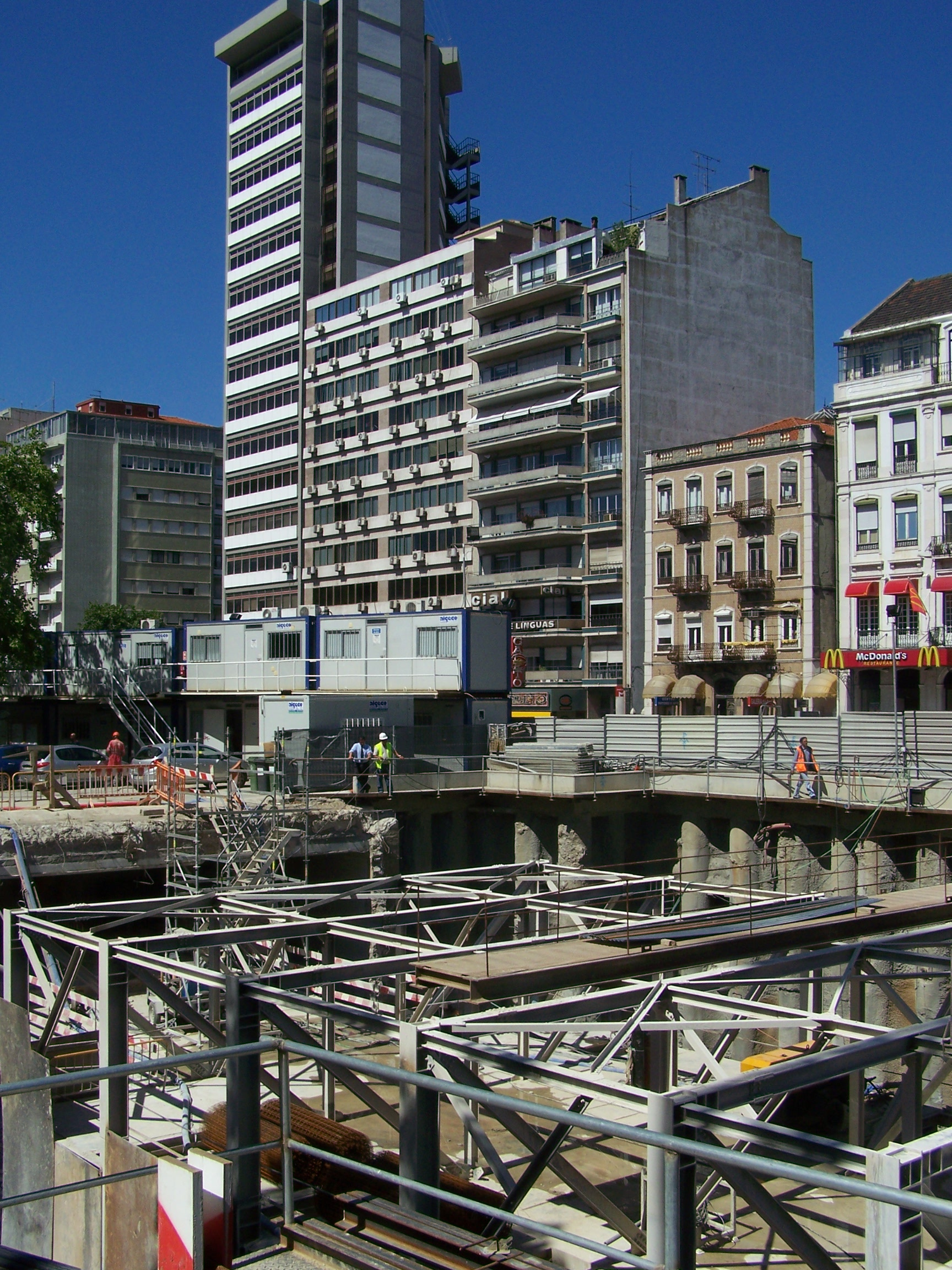
Obras de remodelação à superfície, em 2007

## Acessos
Esta estação conta com dez acessos pedonais e um elevador entre o átrio e a superfície:
- Acesso 1 - está localizado no passeio poente da Av. da República, próximo do cruzamento com a Av. Duque de Ávila. Está direcionado para norte e conta com escadas pedonais.
- Acesso 2 - está localizado no passeio nascente da Av. da República, próximo do cruzamento com a Av. Duque de Ávila. Está direcionado para norte e conta com escadas pedonais.
- Acesso 3 - está localizado no passeio nascente  da Av. da República, próximo do cruzamento com a Av. Duque de Ávila. Está direcionado para sul e conta com escadas pedonais.
- Acesso 4 - está localizado no passeio nascente da Av. da República, próximo do cruzamento com a Av. Duque de Ávila. Está direcionado para sul e conta com escadas pedonais.
- Acesso 5 - está localizado no passeio poente da Av. da República, próximo do cruzamento com a Av. Duque de Ávila. Está direcionado para sul e conta com escadas pedonais.
- Acesso 6 - está localizado no passeio poente da Av. da República, próximo do cruzamento com a Av. Duque de Ávila. Está direcionado para sul e conta com escadas pedonais.
- Acesso 7 - está localizado no passeio poente da Praça Duque de Saldanha, próximo da secção poente da Av. Praia da Vitória. Está direcionado para sul e conta com escadas pedonais.
- Acesso 8 - está localizado no passeio nascente da Praça Duque de Saldanha, próximo da secção nascente da Av. Praia da Vitória. Está direcionado para sul e conta com escadas pedonais.
- Acesso 9 - está localizado no passeio norte da Av. Duque de Ávila, no quarteirão entre os cruzamentos com a Av. Defensores de Chaves e com a Rua Dona Filipa de Vilhena e a Rua de Dona Estefânia. Está direcionado para poente e conta com escadas pedonais.
- Acesso 10 - está localizado no passeio norte da Av. Duque de Ávila, no quarteirão entre os cruzamentos com a Av. Defensores de Chaves e com a Rua Dona Filipa de Vilhena e a Rua de Dona Estefânia. Está direcionado para nascente e conta com escadas pedonais.
- Elevador - está localizado no passeio nascente da Av. da República, próximo do cruzamento com a Av. Duque de Ávila, direcionado para norte.